# Breakaway (песня Донны Саммер)
«Breakaway» (с англ. — «Разрыв») — песня, записанная американской певицей Донной Саммер для её четырнадцатого студийного альбома Another Place and Time 1989 года. Авторами песни и продюсерами стали Сток, Эйткен и Уотерман.

## Предыстория и релиз
Альбом был написан популярной британской продюсерской командой «Сток, Эйткен и Уотерман», ранее выпустившие с Саммер четыре британских хит-сингла, включая международный хит «This Time I Know It’s for Real». Альбом также включал «Breakaway», который ранее был выпущен только как сингл в США. Однако из-за популярности альбома и после переиздания хита 1982 года «State of Independence» было принято решение выпустить ремикс «Breakaway» от Фила Хардинга и Яна Керноу.
Оригинальный релиз 1989 года «Breakaway» был третьим и последним синглом, выпущенным в Соединенных Штатах с альбома Another Place and Time. Песня была взята в ротации британских радиостанций. Трек также были выпущены ремиксы от Тони Хамфриса — «The Extended Power Mix» и «The Power Radio Mix» для американского двенадцатидюймового сингла, но трек не смог попасть в чарты США.

## Коммерческий приём
«Breakaway» сумел войти в топ-50 чарта Великобритании, достигнув пика на 49-м месте. Несмотря на то, что сингл не был очень успешным в большинстве англоязычных стран, он оказался на удивление хорошо принят в Латинской Америке, где он попал в чарты таких стран, как Перу и Аргентина. Песня была включена в саундтрек к популярному сериалу «Прощание для одного», вследствие чего песня стала популярной н местных радиостанциях.

## Варианты издания
1989 US 7" single
1. «Breakaway» — 4:10
2. «Thinkin' Bout My Baby» — 6:18

1991 UK 7" single
1. «Breakaway (Remix)» — 3:34 (remixed by Phil Harding & Ian Curnow)
2. «Love Is in Control (Finger on the Trigger)» — 4:17

1989 US 12" single
1. «Breakaway (The Extended Power Mix)» — 6:08 (remixed by Tony Humphries)
2. «Breakaway (The Power Radio Mix)» — 4:02 (remixed by Tony Humphries)
3. «I Don’t Wanna Get Hurt (12» Version)" — 6:58

1991 UK 12" single / UK CD single
1. «Breakaway (Remix Full Version)» — 6:44 (remixed by Phil Harding & Ian Curnow)
2. «Breakaway (Remix Edit)» — 3:34 (remixed by Phil Harding & Ian Curnow)
3. «Love Is In Control (Finger On The Trigger)» — 4:17

## Чарты
| Чарт (1989)                       | Высшая позиция |
| --------------------------------- | -------------- |
| Великобритания (UK Singles Chart) | 49             |